# Хуан Луїс Арсуага Ферерас
Хуан Луїс Арсуага Ферерас (нар.1954, Мадрид) — іспанський палеоантрополог, автор відомої роботи на археологічному об'єкті Атапуерка. Отримав ступінь магістра і доктора Біологічних наук в університеті Комплутенсе в Мадриді, де він є професором палеонтології факультету геологічних наук.

## Біографія
У дитинстві він уже проявив великий інтерес в передісторію після прочитання «Боротьба за вогонь» і відвідування розкопок в сусідньому Більбао.
Арсуага є запрошеним професором Департаменту Антропології Університетського коледжу Лондона і з 1982 року він був членом дослідницької групи досліджень.
8 квітня 1993 року був на обкладинці журналу «Nature» у статті з приводу відкриття, в 1992 році, черепа, що належить людині — Homo heidelbergensis.
Результати «Атапуерки», виявили нові дані про першої людини, що жили в Європі, серед яких виділяються залишки нового гомініна, Homo antecessor.
Знахідки з Атапуерки пролили нове світло на перших людей в Європі.
У 2013 році Арсуага у співавторстві створив документ, в якому повідомлялися висновки з найстаріших ДНК людини в історії, починаючи 400000 років до н. е. Мітохондріальна ДНК, яка випливає з викопного, знайденого в печері в горах Атапуерка, була схожість з геномів мітохондрій знайденими в Сибіру.
Він віце-президент Комісії з прав палеонтології та палеоекології. Він був викладачем в університетах Лондона, Кембріджі, Цюріхі, Римі, Аризоні, Філадельфії, Берклі, Нью-Йорці, Тель-Авіві, серед інших.
Він є автором і опублікував кілька наукових публікацій в «Природа», «Наука», Журнал археологічної науки, Американський журнал фізичної антропології і Журнал еволюції людини.